# Charlotte Sheffieldová
Charlotte Sheffieldová (1. září 1936 Salt Lake City – 15. dubna 2016) byla Miss USA.
Vyhrála soutěž Miss Utah, skončila na druhém místě v soutěži o Miss USA v roce 1957. Hned druhý den po finále vyšlo najevo, že vítězka Mary Leone Gageová je nezletilá, rozvedená a má dvě děti. Kvůli porušení propozic soutěže musela předat titul vicemiss Sheffieldové. Kvůli skandálu ztratily USA možnost účasti v soutěži Miss Universe. Sheffieldová se zúčastnila soutěže Miss World, ale bez úspěchu.
Účinkovala s Bretem Morrisonem v rozhlasové hře Dobrodružství královny krásy z cyklu Exploring Tomorrow. Pózovala v reklamě na vozy Škoda 450, kterou nafotil Vilém Heckel. Byla věřící mormonka, měla osm dětí.